# 石门壮头蛛
石门壮头蛛（学名：Chorizopes shimenensis）为园蛛科壮头蛛属的动物。在中国大陆，分布于湖南等地。该物种的模式产地在湖南。